# Corycaeus clausi
Corycaeus clausi – gatunek widłonoga z rodziny Corycaeidae. Nazwa naukowa tego gatunku skorupiaków została opublikowana w 1894 roku przez niemieckiego zoologa Friedricha Dahla.